# كالما
كالما (بالإنجليزية: Kalma)‏، هي إله الموت والتحلل الفنلندية، و إسمها يعني "رائحة الجثث"، أماكنها المفضلة هي المدافن والمقابر. في الواقع إحدى الكلمات الفنلندية للمقبرة هي كالمستو (kalmisto)، المشتقة من اسمها. يرافق كالما ويحميها الكلب سورما، وهو مخلوق يشبه الكلب يعني اسمه حرفيا "الموت" (على الرغم من أن كلمة سورما تستخدم عادة للإشارة إلى شخص يقتل، بدلاً من الموت لأسباب طبيعية).